# Franz Schaap
Franz Schaap (* 5. Oktober 1911 in Gerthe; † 18. März 1983) war ein deutscher Politiker (SPD). Er war von 1958 bis 1970 Mitglied des Landtags von Nordrhein-Westfalen.

## Leben
Nach der Volksschule besuchte Franz Schaap die Bergvorschule und einen Sonderlehrgang der Bergschule, dann arbeitete er als Bergmann und Grubensteiger. Schaap war 1928 der SPD beigetreten. Im Jahr 1957 wurde er Vorsitzender des SPD-Ortsvereins Bochum-Hiltrop und Mitglied des Kreisverbandsvorstandes in Bochum. Schaap wurde 1962 auch Vorstandsmitglied der Bochumer Bezirksleitung der IG Bergbau und Energie. 
Im Oktober 1952 wurde Schaap in den Bochumer Stadtrat gewählt, er blieb Ratsherr bis Oktober 1964. Bei den Landtagswahlen 1958, 1962 und 1966 wurde Schaap jeweils als Direktkandidat der SPD im Wahlkreis 103 bzw. 106 (Bochum II) in den nordrhein-westfälischen Landtag gewählt. Er war Abgeordneter vom 21. Juli 1958 bis zum 25. Juli 1970. Schaap war im Landtag vom 30. Juli 1962 bis zum 23. Juli 1966 Vorsitzender des parlamentarischen Untersuchungsausschusses für Grubensicherheit, und in der folgenden Legislaturperiode vom 25. Oktober 1966 bis zum 12. März 1968 Vorsitzender des parlamentarischen Ausschusses für Grubensicherheit.